# Pintor de Shuválov

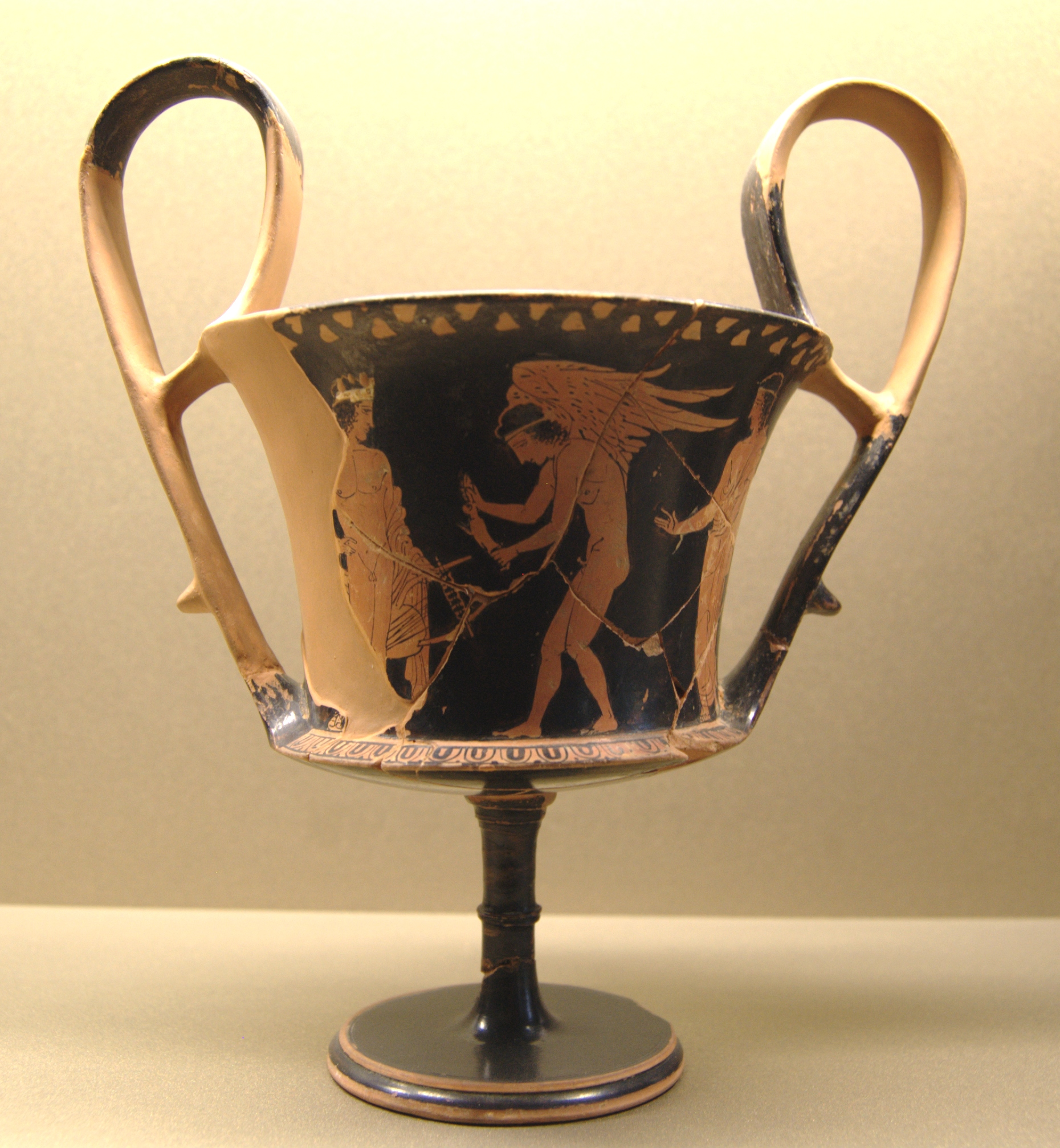
Cántaros, París, Museo del Louvre CA 1587: Eros y un músico tocando la lira, circa 420/10 a. C.

El Pintor de Shuválov fue un pintor de vasos ático del estilo de cerámica de figuras rojas, activo entre el 445 y el 410 a. C.   en Antigua Atenas

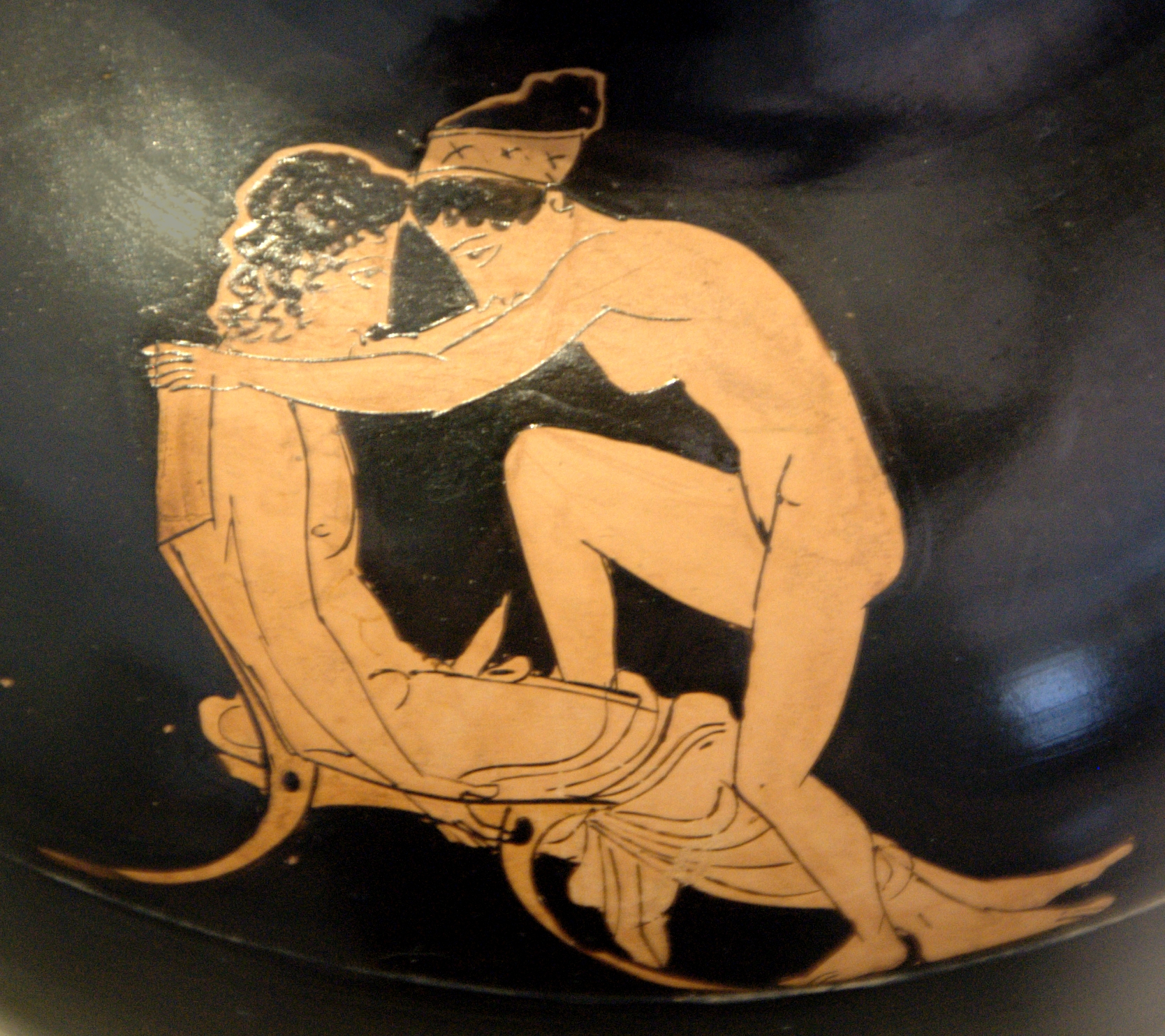
Enócoe, Berlín, (Antikensammlung F 2414), escena erótica con chico joven y hetera.

El nombre convenido de Pintor de Shuválov lo eligió John Beazley para nombrar un ánfora que está hoy en el Museo Hermitage de San Petersburgo, que había sido adquirida en el siglo XVIII por el coleccionista Iván Ivánovich Shuválov quien también era propietario de ánforas que representan a Apolo y a las musas, que se exhiben en el Museo del Hermitage (B 4308). La mayoría de las aproximadamente cien obras atribuidas al Pintor de Shuválov o  su escuela  se descubrieron en Italia, sobre todo en Campania y Lucania. Pintaba principalmente recipientes pequeños. Se considera al Pintor de Shuválov continuador del Pintor de Manheim en su mismo taller. Al parecer trabajó en el mimo taller que Esón, el pintor del Grupo Alejandro y el Pintor de Eretria. Sus pinturas representan a menudo pequeñas figuras vivaces de mirada intensa. Sus obras, sea que representen escenas mitológicas o de la vida diaria, como mujeres haciendo tareas domésticas, niños jugando, jóvenes en la palestra y escenas eróticas, se cuentan entre las mejores de su época. Decoró vasos más pequeños, incluidos los enócoes (o coes), que se utilizaban en ritos dionisíacos, especialmente durante el festival de las Antesterias. Al representar escenas mitológicas (de las que hay menos), la superficie de sus vasos está cubierta por dos o como máximo tres figuras; por ejemplo, las parejas de Polinices y Erifile, Perseo y las gorgonas, o Peleo y Tetis (representó al dios Apolo en más de veinte vasos).
Sus representaciones anatómicas son concisas y poco detalladas, pero su dibujo es claro y preciso. Su tratamiento de los drapeados no es especialmente elaborado, buscando principalmente un efecto caligráfico, sin alcanzar la riqueza del dibujo detallado del Pintor de Eretria o del Pintor de Midias. Su estilo pictórico recuerda bastante al del Pintor de Aquiles. John Boardman sostiene que sus obras son un poco superficiales. 
El enócoe del Pintor Shuválov que se expone en Berlín es una de las piezas más famosas de la pintura de vasos de la Antigua Grecia de tema erótico.